# Міст Месі
Міст Месі (алб. Ura e Mesit «Міст у середині») — міст у селі Мес, розташований на відстані  5 км по прямій на північний схід від міста Шкодеру, у північно-західній Албанії. Він є історичною пам'яткою культури Пострибе, яка приваблює велику кількістю туристів. Іноземців архітектура мосту зацікавлює круглими плямистими каменями і кам'яними плитами. Панорама, що оточує міст, надає йому більш мальовничий вид. Албанський фонд розвитку інвестував 13 мільйонів леків, щоб туристи могли зайти на міст і роздивитись його поблизу, оскільки до цього не було входу на міст.
Побудований в XVIII столітті, приблизно в 1770 році, місцевим османським пашою, з'єднує береги річки Кір. Будівництво було розділене на 2 фази, у першій була збудована середня дуга та дуга біля неї, а у другій решта 11 арок. Мета полягала в тому, щоб з'єднати місто Шкодер з містом Дришть та іншими містами північної сторони. Він має довжину 108 м, ширину 3,4 м, висоту 12,5 м з 13 арками, і є одним з найдовших османських мостів в регіоні. Він був побудований як частина дороги, що йде вгору долиною Кір і далі до Приштини.
Сьогодні міст знаходиться під загрозою руйнування, він пошкоджений руйнівними повенями, на арках з правого боку утворилися тріщини.

## Галерея

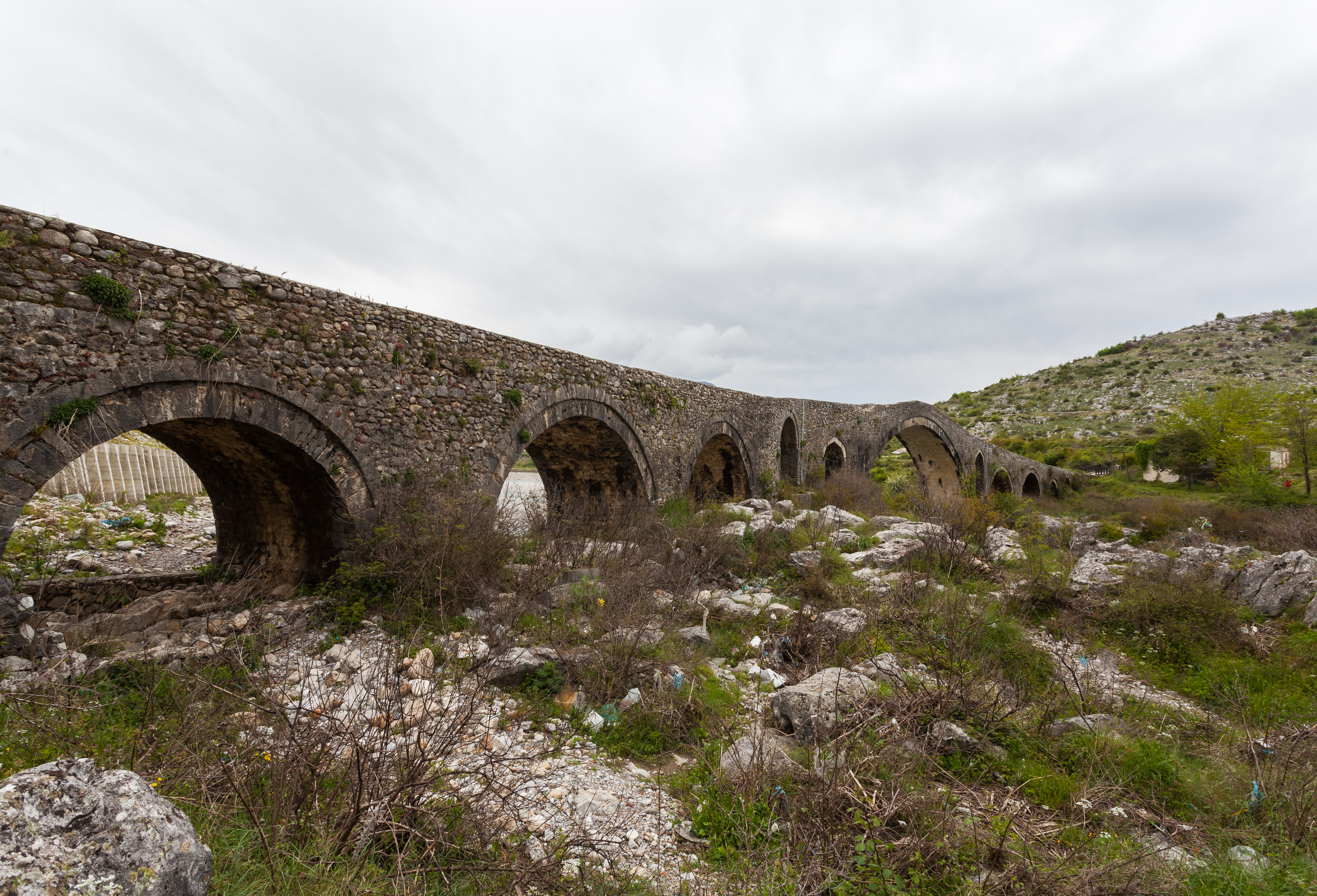
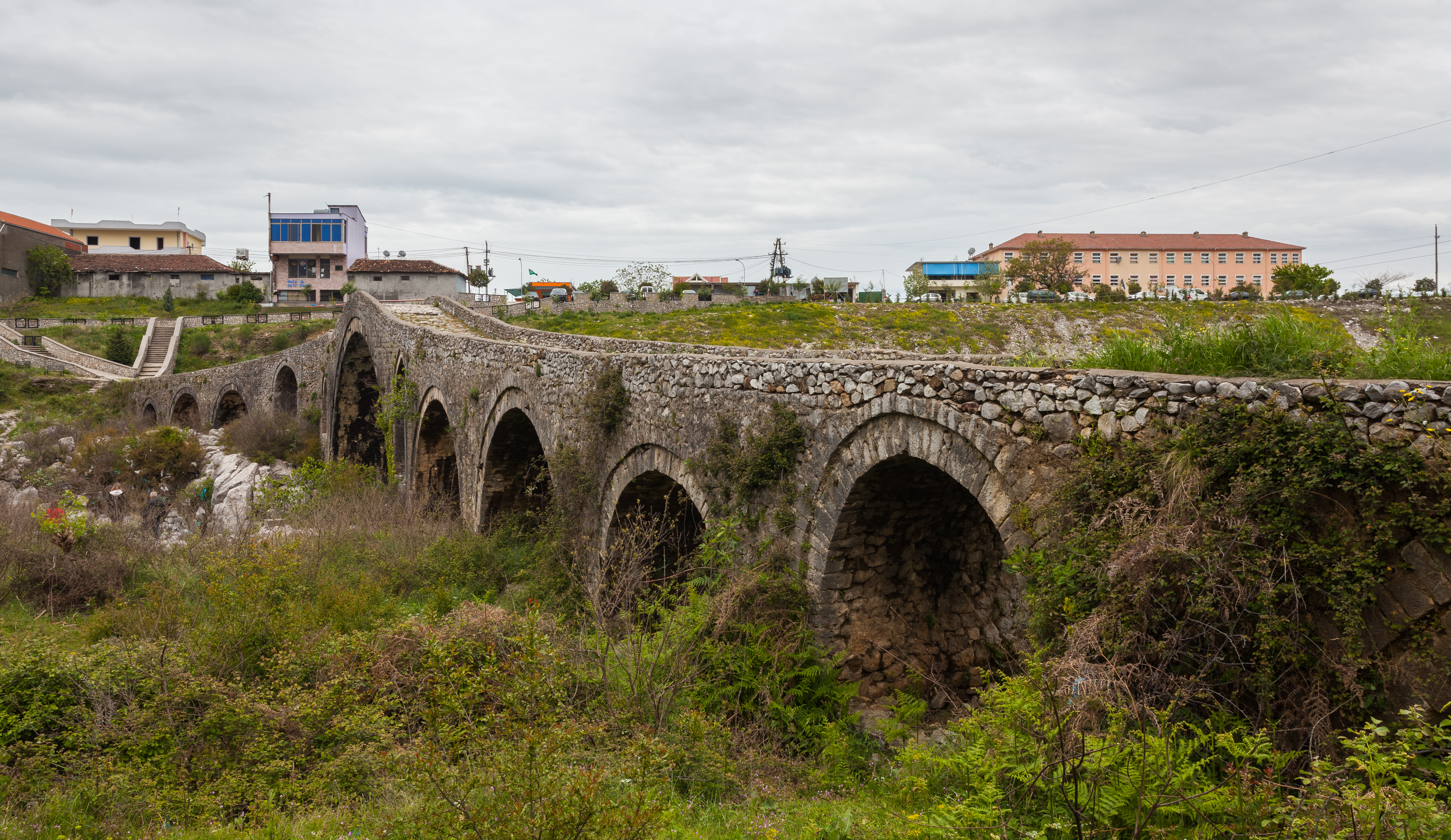
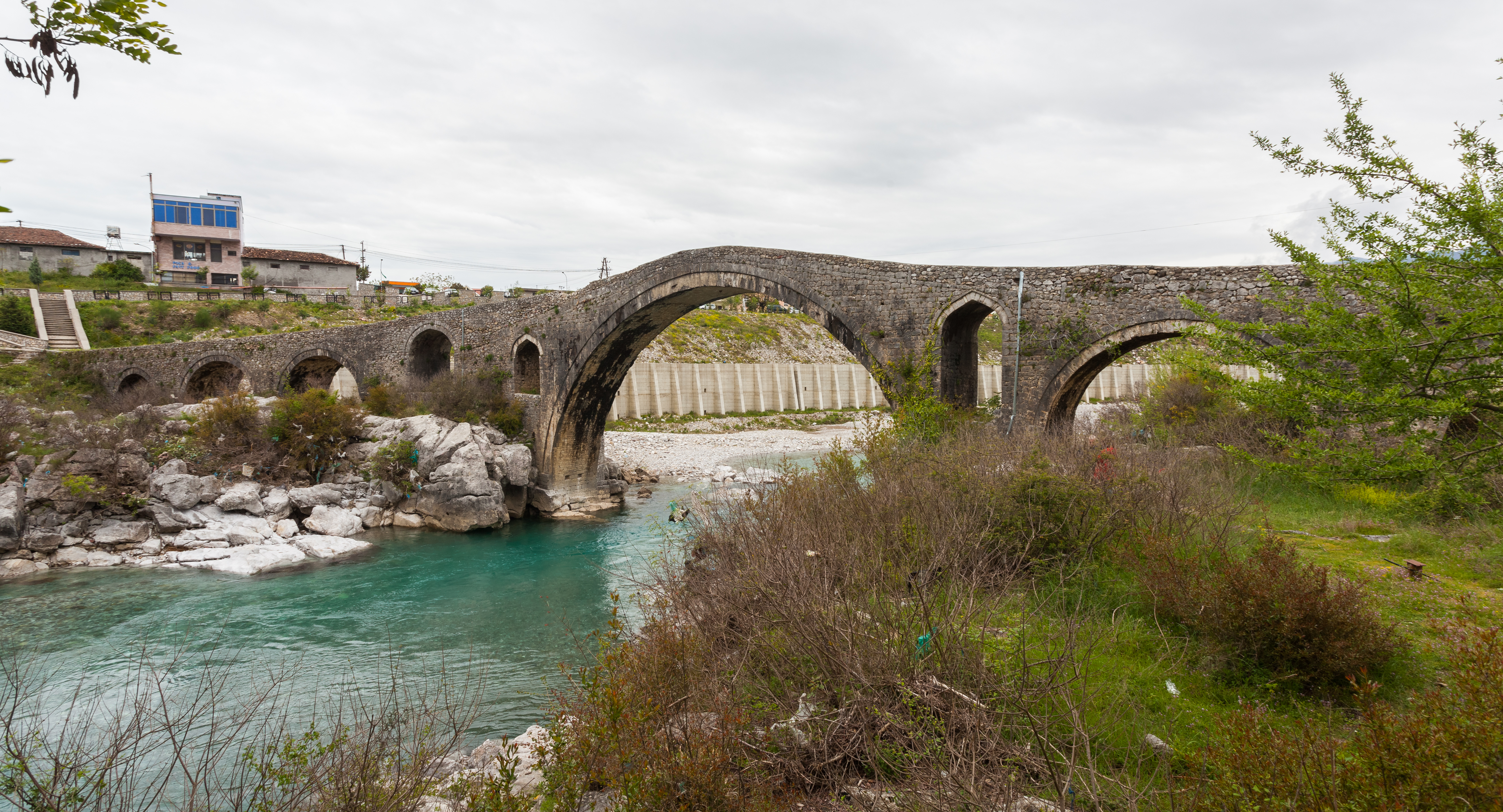
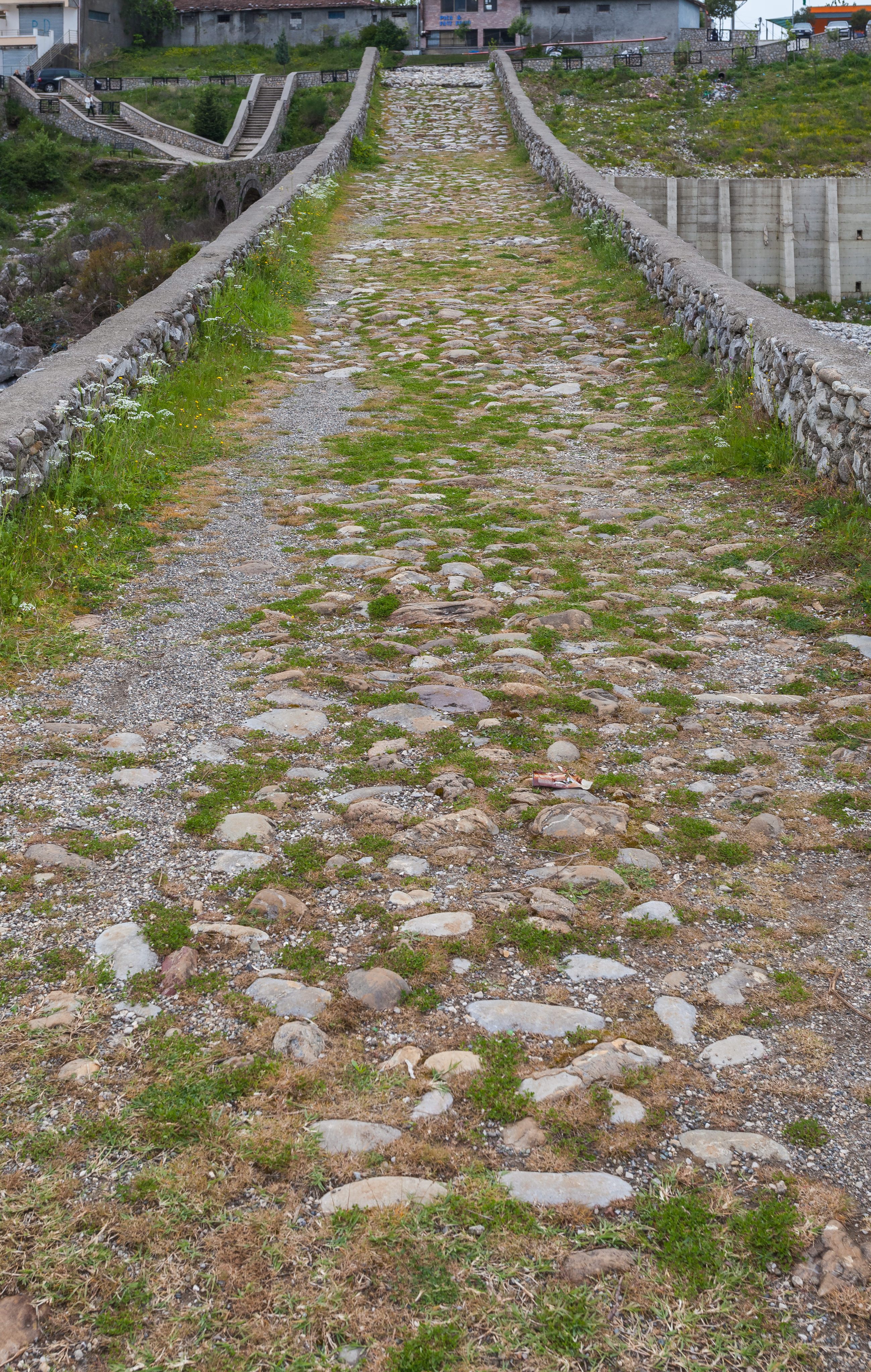
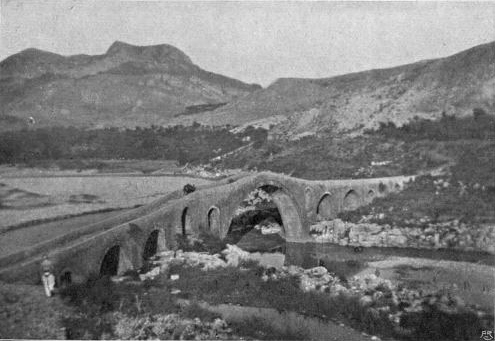
Міст Месі, 1906